# Олга Јовановић (пијаниста)
Олга Јовановић (умрла 17. јула 2024.) била је српска пијанисткиња и дугогодишњи професор клавира у Музичкој школи Мокрањац. Дипломирала је на Музичкој академији у Београду у класи професорке Олге Михајловић. Стручно се усавршавала.

## Уметничка каријера
Олга Јовановић је наступала као солиста са Београдском филхармонијом и Симфонијским оркестром Уметничког ансамбла Војске Југославије „Станислав Бинички” у Београду. Одржала је солистичке концерте у Београду, Загребу и другим градовима тадашње Југославије. Гостовала је у Француској и Немачкој. Снимала је за музичке програме Радио-телевизије Београд.
Њен концертни репертоар обухватао је, између осталог, концерте В. А. Моцарта (D-Dur, A-Dur K. 488), Л. ван Бетовена (Клавирски концерт бр. 3, оп. 37, ц-мол), Џ. Гершвина (Рапсодија у плавом), Ф. Листа (Концерт у Es-Dur-у), Ј. С. Баха (Концерт у f-molu) и С. Прокофјева (Концерт бр. 1). Ове концерте је изводила уз пратњу Симфонијског оркестра Уметничког ансамбла Војске Југославије „Станислав Бинички“, а концерт Прокофјева уз пратњу Оркестра РТС-а на Коларчевој задужбини.
Била је члан Удружења музичких уметника Србије (УМУС).

## Педагошки рад
Као професор клавира у Музичкој школи Мокрањац у којој је радила од 1978. године, Олга Јовановић је остварила запажене резултате. Њени ученици освојили су велики број награда на републичким, савезним и међународним такмичењима, укључујући такмичења у Италији (Рим, Париз, Торино-Монкалијери, Стреза, Пјетра Лигуре, Тортона, Терамо, Ракониђи), Француској (Париз), Румунији (Букурешт), Словачкој (Кошице) и Чешкој (Усти над Лабем), као и на музичким фестивалима. На домаћим такмичењима, њени студенти су освојили преко 48 првих награда (од тога 15 са 100 поена и 5 лауреата), 36 других и 6 трећих награда. У иностранству, њени ученици су освојили 5 лауреата у Италији, 6 специјалних награда, једну специјалну награду у клавирском дуу, 8 првих, 4 друге и 7 трећих награда.
На двоетапном такмичењу посвећеном Баху, Хендлу и Скарлатију, одржаном у Музичкој школи „Др Војислав Вучковић“ у Београду, њена ученица је освојила прву награду у својој категорији. На такмичењу за најбоље извођење Моцартових дела, такође је освојена прва награда. Њени ученици су добили и три Октобарске награде. На такмичењу посвећеном Василију Мокрањцу 2004. године, њени ученици су освојили две друге и једну трећу награду.
Редовно је одржавала солистичке концерте своје класе у угледним салама као што су сала школе у којој је предавала, Галерија Коларчеве задужбине, Народни музеј, Дом војске, Галерија САНУ, као и на БЕМУС-у. У иностранству, концерти класе одржани су у Софији, Ници и Будимпешти.

## Награде и признања
За свој педагошки рад, Олга Јовановић је више пута награђивана. Добила је плакету и орден Града Београда. Три пута је предлагана за Октобарску награду. Била је лауреат такмичења у Шапцу и добитница иностраних диплома за резултате у раду. На Савезном такмичењу у Сарајеву добила је диплому за најбоље пласираног професора. Од Удружења педагога Србије добила је признање за вишегодишње резултате. Поводом стогодишњице Музичке школе „Мокрањац“, награђена је за врхунске резултате у педагошком раду.

## Приватан живот
Преминула је после краће болести у Београду 17. јула 2024. године. Сахрањена је на Новом гробљу 19. јула 2024.